# Jordi Gratacós Gayola
Jordi Gratacós Gayola (Girona, 2 de juny de 1974) és un exfutbolista i entrenador català i director tècnic qualificat per la UEFA PRO LICENCE.
Durant el 2010 es va convertir en el Director Tècnic de FCBEscola per ser nomenat Director Tècnic de l'FCBEscola a Egipte. Aquesta va ser la primera escola de futbol internacional que va tenir el FC Barcelona.
El 2012 va ser nomenat director de l'Acadèmia de FC DNIPRO. Durant aquesta etapa va estar al càrrec i va participar en tots els processos i els canvis de gestió i de concepció del futbol d'Ucraïna mitjançant el DNIPRO. Va ocupar aquest lloc fins al gener del 2015 i durant aquest temps, els nivells juvenils del Club Ucraïnès va assolir els seus millors resultats.
Els U14, sub-15, sub-16 i sub-17 van arribar assolir una fita històrica, ja que van arribar a la final de totes les etapes de DUFL durant l'estiu del 2014. Això va suposar que molts d'aquells jugadors van ser convocats als equips juvenils nacionals. La seva feina va tenir una gran influencia al sistema juvenil de tots els països veïns.
Actualment hi ha molt jugadors que van créixer amb aquell estil d'oc que ara juguen a lligues professionals en diversos clubs ucraïnesos o altres països d'Europa.
El juliol de 2015, Gratacós va firmar un contracte amb la Federació de Futbol de Kazajistan durant 2 anys.
Durant l'agost del 2016 va tornar a treballar amb el FC Barcelona firmant un contracte que el convertia en el Director Tècnic de FCBEscola a Moscú, Rússia. Actualment, aquesta és la seva situació actual i amb bons resultats.
Ha participat com a analista futbolístic a programes de Catalunya Ràdio i a programes de televisió internacionals. De totes les seves aparicions, cal destacar la seva participació com a analista durant la Confederation Cup 2017, organitzada a Rússia, i televisat per un programa de Telemundo.